# UFC Fight Night: Rodríguez vs. Caceres
UFC Fight Night: Rodríguez vs. Cáceres (también conocido como UFC Fight Night 92) fue un evento de artes marciales mixtas celebrado por Ultimate Fighting Championship el 6 de agosto de 2016 en el Vivint Smart Home Arena, en Salt Lake City, Utah, USA.

## Historia
El evento fue el primero que la organización ha organizado en Utah. 
La promoción programó un evento para Salt Lake City en agosto de 2010 para UFC Live: Jones vs. Matyushenko. Sin embargo, el evento fue movido a San Diego, California debido a las ventas de boleto más bajas que anticipadas en el mercado de Utah.
Una pelea de peso pluma entre el ganador de peso pluma de The Ultimate Fighter: Latin America Yair Rodríguez y Alex Cáceres sirvió como cabeza de cartel del evento.
El evento coestelar contó con el combate entre Dennis Bermúdez y Rony Jason.